# Expedição da Moreia

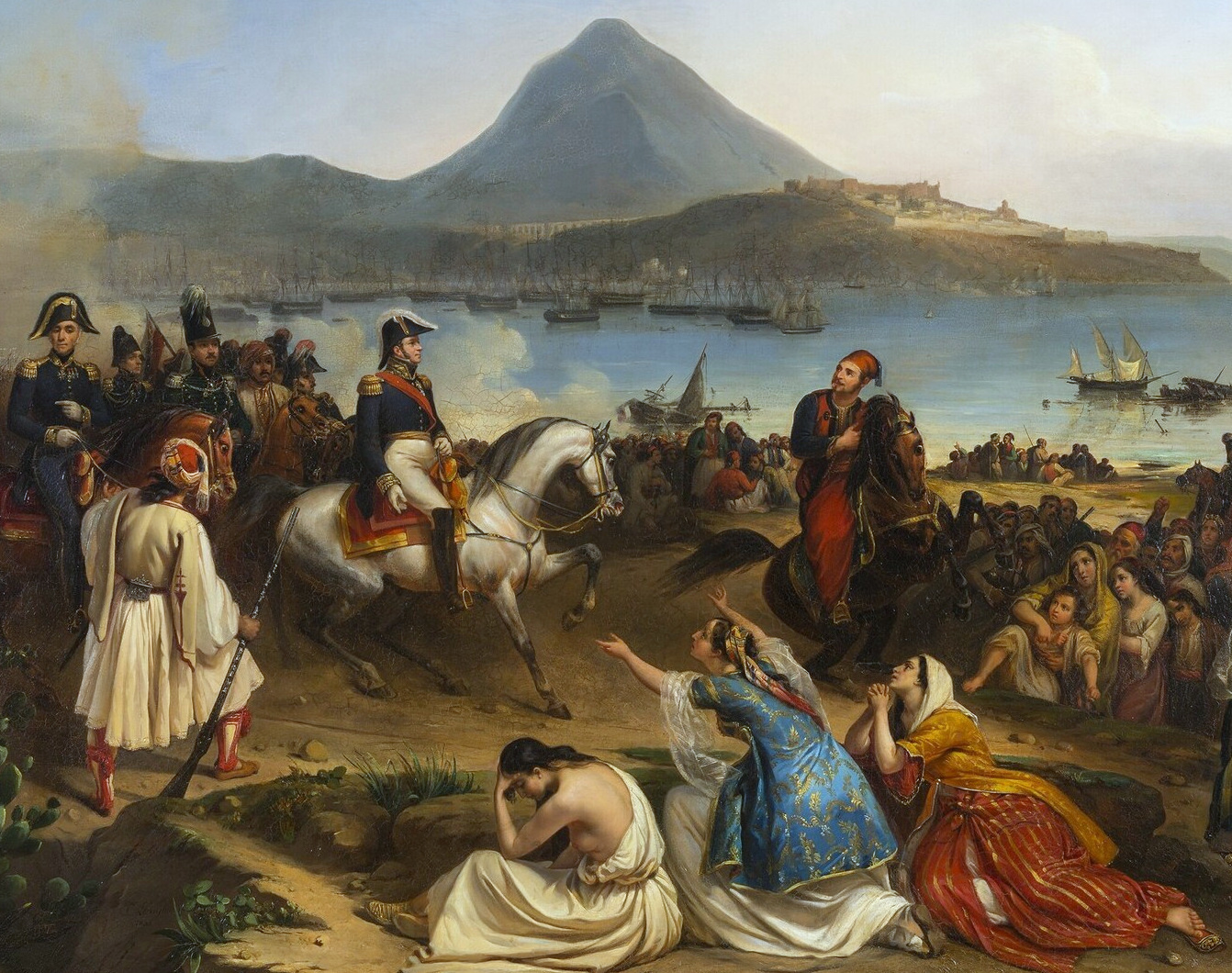
Encontro entre a Nicolas José Maison e Ibraim Paxá em Navarino em setembro de 1828 (detalhe)

A expedição da Moreia (em francês: Expédition de Morée) é o nome dado à intervenção terrestre do exército francês no Peloponeso entre 1828 e 1833, na época da Guerra de Independência da Grécia, com o objetivo de expulsar as forças de ocupação otomano-egípcias da região. Também foi acompanhado por uma expedição científica mandatada pela Academia Francesa.
Após a queda de Missolonghi em 1826, as potências da Europa Ocidental decidiram intervir a favor da Grécia revolucionária. Seu principal objetivo era forçar Ibraim Paxá, aliado egípcio do Império Otomano, a evacuar as regiões ocupadas e o Peloponeso. A intervenção começou quando uma frota franco-russo-britânica foi enviada para a região e venceu a Batalha de Navarino em outubro de 1827, destruindo toda a frota turco-egípcia. Em agosto de 1828, um corpo expedicionário francês de 15 000 homens liderado pelo general Nicolas-Joseph Maison desembarcou no sudoeste do Peloponeso. Durante outubro, os soldados assumiram o controle das principais fortalezas ainda mantidas pelas tropas turcas. Embora a maior parte das tropas tenha retornado à França no início de 1829 após um destacamento de oito meses, os franceses mantiveram uma presença militar na área até 1833. O exército francês sofreria cerca de 1 500 mortos, principalmente devido à febre e disenteria.
Como havia ocorrido durante a Campanha Egípcia de Napoleão, quando uma Comissão de Ciências e Artes acompanhou a campanha militar, uma comissão científica (Expédition scientifique de Morée) foi anexada às tropas francesas e colocada sob a supervisão de três academias do Institut de France. Dirigido pelo naturalista e geógrafo Jean-Baptiste Bory de Saint-Vincent, dezenove cientistas representando diferentes especialidades em história natural, arqueologia e arquitetura-escultura fizeram a viagem à Grécia em março de 1829; a maioria ficou lá por nove meses. O seu trabalho revelou-se essencial para o desenvolvimento contínuo do novo Estado grego e, mais amplamente, marcou um marco importante na história moderna da arqueologia, cartografia e ciências naturais, bem como no estudo da Grécia.